# NGC 7706
NGC 7706 ist eine Linsenförmige Galaxie vom Hubble-Typ S0 im Sternbild Fische auf der Ekliptik. Sie ist schätzungsweise 258 Millionen Lichtjahre von der Milchstraße entfernt und hat einen Durchmesser von etwa 90.000 Lichtjahren. 

Im selben Himmelsareal befinden sich u. a. die Galaxien NGC 7696, NGC 7704, NGC 7705, IC 1500.
Das Objekt wurde am 16. Oktober 1827 von John Herschel entdeckt.